# Nike Dunk

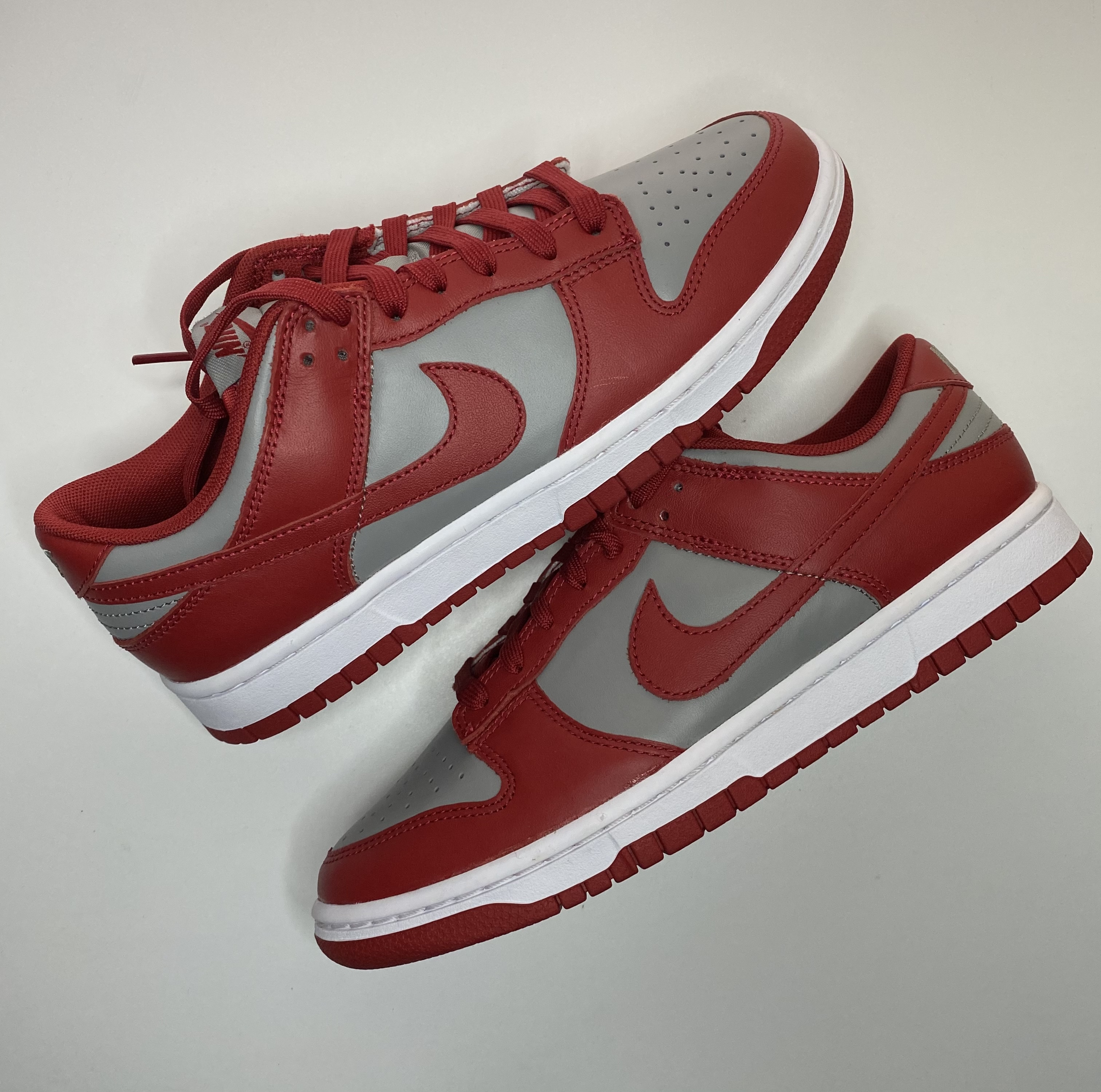

Nike Dunk是美國Nike公司在1985年推出的一款球鞋品牌，有高幫、中幫、低幫三種款式。這一產品線最初是籃球鞋品牌。Nike Dunk設有滑板款SB Dunk。

## 外部連結
- 官方网站